# Диссанаяке, Анура Кумара
Анура Кумара Диссанаяке (синг. අනුර කුමාර දිසානායක, там. அனுர குமார திசாநாயக்க, род. 24 ноября 1968, Анурадхапура, Северо-Центральная провинция, Шри-Ланка) — шри-ланкийский политический и государственный деятель, 10-й президент Шри-Ланки с 23 сентября 2024 года, бывший член парламента от округа Коломбо и нынешний лидер партий Джанатха Вимукти Перамуна (с 2014 года) и Национальная народная власть (с 2019 года).

## Биография
Анура Кумара родился 24 ноября 1968 года в деревне Тамбутегама в округе Анурадхапура, Северо-Центральная провинция Шри-Ланки, и там же получил начальное образование. Его отцом был чиновник, который не занимал высокий пост. Анура Кумара стал первым выпускником своей школы, поступившим в университет.
В студенческие годы он занялся политикой, вступив в молодежную организацию леворадикальной партии Джанатха Вимукти Перамуна (ДВП). В 2000 году он был избран в парламент от ДВП, а в 2004 году, когда ДВП вместе с Партией свободы образовала коалиционное правительство, стал министром сельского хозяйства. Через год при распаде коалиции он ушел в отставку.
Он стал лидером ДВП в 2014 году. Его популярности способствовали массовые протесты 2022 года. Диссанаяке позиционирует себя как политика, не связанного с непопулярной политической элитой.

## Президентство
Выборы президента в Шри-Ланке состоялись 21 сентября 2024 года. Анура во втором туре поддержали 5 740 179 граждан (55,89 %), на миллион больше, чем у его ближайшего соперника Саджита Премадасы.